# Puig de Coma d'Olla
El Puig de Coma d'Olla és una muntanya de 1.938 metres que es troba entre els municipis d'Ogassa i de Pardines, a la comarca catalana del Ripollès.